# 7,63×25 мм Mauser
7,63×25 мм Mauser (.30 Mauser Automatic) - набій, створений для військового пістолета Маузер C96. Цей набій мав дзеркальний зазор по плечам гільзи.

## Історія
Основою для цього набою став набій калібру 7,65 мм Борхардт випуску 1893, єдиний успішний пістолетний набій того часу. Інколи набій 7,63 мм Mauser плутають з випущеним пізніше набоєм 7,65 мм Parabellum (.30 Parabellum), також пляшкоподібний пістолетний набій.
До переліку зброї яка використовує набій 7,63 мм Mauser відносяться пістолет C96 та майже всі його варіанти (окрім моделі під набій 9 × 25 мм Mauser), пістолет Astra Model 900 та його варіанти, модель Шварцлозе 1898, пістолети Star 1911 моделей A та M і кілька пістолетів-кулеметів, які було випущено до Другої світової, такі як швейцарський Bergmann M/20, який експортували до Китаю та Японія та SIG MKMO.
7,63 мм Mauser став базовим для радянського набою 7,62 мм ТТ. Хоча за розмірами гільз обох набоїв однакові, метальний заряд набою 7,62 мм Токарев має більший заряд пороху і не підходить для використання у пістолеті Mauser C96 або іншій зброї під набій 7,63 мм Mauser. Проте, набій 7,63 мм Mauser можна використовувати у зброї під набій 7,62 мм Токарев: інколи це були дуже важливо під час Другої світової війни на Східному фронті коли німці почали захоплювати як трофеї зброю калібру 7,62×25 мм, особливо ППШ-41 і використовували набої 7,63 мм Mauser. Протягом Зимової війни та Другої світової війни, набій використовували фінські і німецькі вояки у трофейній радянській зброї. Згідно з фінськими військовими архівами фінська армія замовила один мільйон набоїв 7,63 мм Mauser у FN для цих цілей.

## Сучасне використання
Зараз набій 7,63 мм Mauser виробляють Fiocchi, Sellier & Bellot, та Prvi Partizan. Набій можна створити з гільзи набою 9 мм Winchester Magnum звичайним зменшенням розміру та обрізанням. Також їх можна створити з набою 5,56 мм NATO, але це потребує розсвердлювання шийки гільзи.  RCBS виробляє набір для фасонного штампування в який входить розширювач.Після пострілу ці гільзи злегка роздуваються і також обойми Маузера необхідно слегка зжати для правильної роботи з гільзами з невеликим фланцем.  Найкращу точність дають кулі .311" або .312" — найкращим вибором є кулі Hornady 85 гранів .311" XTP, але пістолети TT—33 та CZ—52 мають більш жорсткі стволи і камори і для них краще підходять кулі .308" призначені для набоїв 7,65 мм Luger та .30 Carbine.

## Синоніми
- .30 Mauser Pistol
- .30 Bore — Пакистанська Збройна фабрика (використовується для зброї під набої 7,63 мм Mauser та 7,62 мм Токарев).